# Sebastopol
Sebastopol ou Sevastópol (em ucraniano:  Севасто́поль; em russo:  Севасто́поль; em tártaro da Crimeia:  Акъяр), ou ainda raramente Sebastópolis, é uma cidade autônoma administrada de facto pela Federação Russa, mas reconhecida como pertencente de direito à Ucrânia pela maioria da comunidade internacional e dos membros da ONU. Possui cerca de 547 820 habitantes e está localizada na península da Crimeia.
A carta de constituição da cidade de Sebastopol, a Federação Russa, os demais estados da CEI consideram a cidade como reunificada e pertencente à Rússia. Na Federação Russa, Sebastopol é uma das três cidades com status especial de cidade federada da Rússia. A cidade mantinha um status diferenciado desde 1948, os tempos soviéticos, mesmo quando estava vinculada à Ucrânia. Sebastopol abriga um importante polo industrial e turístico e sempre foi uma das mais importantes cidades da URSS. As outras duas cidades com status de Cidade Federal dentro do território Russo são Moscou e São Petersburgo.
Sebastopol abriga uma grande base naval russa, construída para abrigar a Frota do Mar Negro da marinha do então Império Russo. Em Maio de 2014, por meio de um referendo realizado na região da Crimeia, a região foi anexada pela Federação Russa, contrariando as determinação da ONU, OTAN e do governo ucraniano, que não deram legitimidade ao referendo e invalidaram seu resultado.

## História

### Antiguidade
Por volta do século V a.C. uma colônia Grega foi estabelecida na área da cidade moderna de Sebastopol. A cidade grega de Quersoneso existiu por quase dois milênios, primeiro como uma democracia independente e depois como parte do Reino do Bósforo. Nos séculos XIII e XIV, foi saqueada pela Horda Dourada por diversas vezes, até ser totalmente abandonada. A cidade moderna de Sebastopol não tem nenhuma conexão com a cidade grega antiga e medieval, mas suas ruínas são uma atração turística popular localizada nos arredores da cidade.

### Império Russo
A cidade moderna de Sebastopol foi fundada pela Rússia em 1783. Após a anexação da Crimeia pelo Império Russo, a Imperatriz Catarina II da Rússia ordenou que Grigori Potemkin construísse uma fortaleza no local e a chamasse de Sebastopol.
Ficou célebre na Guerra da Crimeia o Cerco de Sebastopol (1854-1855) em que o Império Russo foi derrotado, tendo sido a cidade ocupada pela França e pela Grã Bretanha. 

### Época Soviética
A cidade esteve ocupada pelo exército alemão entre 3 de julho de 1942 e 9 de maio de 1944.
Para incrementar o desenvolvimento industrial, em 1954, mesmo com a região tendo maioria russa, o líder soviético Nikita Krushchev decidiu transferir o controle de Sebastopol, juntamente com a península da Crimeia, da República Soviética da Rússia para a República Soviética da Ucrânia. 
Sebastopol tem um estatuto separado desde 1978, e não é parte, portanto, da Crimeia. Abrange o distrito de Balaclava. Nos tempos da União Soviética, Sebastopol foi declarada como cidade fechada.

### Atualmente
Em Março de 2014 a Federação Russa reconheceu a cidade e anexou a região da Crimeia como território da Federação Russa, contrariando as determinações da OTAN e o apelo de toda a comunidade internacional, que não reconheceram a Crimeia como parte da Federação Russa e ainda pertencente à Ucrânia.
Contrariando as determinações internacionais, seguiu-se a anexação e a federalização do território da Crimeia e de Sebastopol sob a administração do presidente russo Vladimir Putin. Ele declarou na altura que o povo russo jamais se consideraria patriota se um dia tivesse que ir a Sebastopol e ver aviões e navios de guerra dos EUA estacionados na base militar desta cidade de sua grande pátria.

## Demografia
De acordo com o censo russo de 2020, a população urbana de Sebastopol é de 505 477 pessoas, sendo 47,5% homens e 52,5% mulheres. Já a área rural possui um total de 42 343 pessoas, sendo 49,1% homens e 50,9% mulheres. No total, Sebastopol possui 547 820 habitantes, sendo a cidade mais populosa da Crimeia.
De acordo com o censo ucraniano de 2001,  os russos são 71,6% dos habitantes, os ucranianos são 22,4% e os bielorrussos são 1,6%, havendo também uma parcela da população de origem tártara e outras minorias.